# Медаєвське сільське поселення
Меда́євське сільське поселення (рос. Медаевское сельское поселение) — муніципальне утворення у складі Чамзінського району Мордовії, Росія. Адміністративний центр — село Медаєво.

## Населення
Населення — 666 осіб (2019, 808 у 2010, 935 у 2002).

## Склад
До складу поселення входять такі населені пункти:
| Населений пункт    | Населення, осіб (2002) | Населення, осіб (2010) |
| ------------------ | ---------------------- | ---------------------- |
| Каменський, селище | 7                      | 7                      |
| Люля, присілок     | 44                     | 28                     |
| Мачказерово, село  | 141                    | 118                    |
| Медаєво, село      | 649                    | 585                    |
| Сорліней, село     | 94                     | 70                     |